# Joe Perry (snookerjátékos)
Joe Perry (Egyesült Királyság, Cambridgeshire, Wisbech, 1974. augusztus 13. –) angol profi snookerjátékos. Beceneve a Gentleman a szerethető hozzáállása miatt, valamint "The Man from Sicily" (A szicíliai férfi) a dél-olasz beütése miatt. Segít embereknek megtanulni játszani, kurzusokat indít.
Profivá válása óta (1991) folyamatosan ment felfelé a ranglistán, egészen addig, amíg 2002-ben el nem érte a top 16-t. A 16 alacsonyabb részeiben 4 azezont töltött, és további 2-t a 16-n kívül, de a top 20-ban benn.

## Karrier
A karrierje legjobb eredménye régen volt, amikor elérte a 2001-es European Open döntőjét. Először elérte a negyeddöntőket a 2004-es snooker-világbajnokság alatt, ahol a címvédő Mark Williams győzte le 13–11-re, de az oda vezető út alatt meglökte a világbajnokság legmagasabb breakjét. Megismételte ezt 2008-ban, ahol legyőzte Graeme Dott-t és Stuart Bingham-t, mielőtt 13–12-re megverte Stephen Maguire-t, ezzel bekerült az elődöntőkbe. Régebben, már elérte a legjobb 16-t, amikor 1999-ben, ahol az 1. körben Steve Davist verte meg egy utolsó feketén eldőlő meccsen.
Elérte a UK Championship elődöntőit 2004-ben és 2005-ben is, de mindkétszer kikapott.
A 2007–2008-as snooker szezon-ban elért két negyeddöntőt: a Grand Prix (Gerard Greenegyőzte le), majd a Welsh Open (győzelmek: John Parrott 5–2, Peter Ebdon 5–1, Stuart Bingham 5–2 mielőtt vesztett 5–0-ra Shaun Murphy-től). A UK Championship 2. körébe is bejutott, amihez Neil Robertson-t győzte le 9–6-ra, miután 5–3-ra vezetett Neil. Aztán vesztett 9–2-re Marco Fu ellen. Ezt követte egy világbajnoki elődöntő, ahol 17–15-re Allister Carter győzte le. Ezek az eredmények megengedték neki, hogy visszajusson a top 16-ba (12-ként, a legmagasabb valaha volt). Végül a szezont a Championship League megnyerésével koronázta meg, amivel selejtezte magát a 2008-as Premier League-re. Kifejezte, hogy meg tud birkózni a nagy nyomással a pontszerző tornákon, és sokat tapasztalt ebben a szezonban.
Perry a 2008–2009-es snooker szezont 2. körös eredményekkel kezdte, amik bennhagyták az előzetes ranglista legjobb 8-a között. Habár a UK Championship-n legyőzte Ronnie O’Sullivan 9–5-re, 5–3-as vezetésről, ez karrierjének egyik legjobb sikere. A negyeddöntőkben kikapott ugyan Marco Fu-tól 9–7-re. Nagyon szoros meccsen a Masters-n kikapott Ronnie O’Sullivan-tól 6–5-re. A maradék szezonban látványosan nem tudta megnyerni pontszerző meccseit. Képtelen volt megismételni világbajnoksági menetelését, mert 10–8-ra kikapott a jó formában lévő Jamie Cope-tól, így 12.-ként zárta a szezont.
A 2009–2010-es snooker szezon alatt mindössze egy negyeddöntőt ért el, ezzel visszacsúszott a ranglista 19. helyére. A 2010-es snooker-világbajnokság-on Michael Holt-t győzte le 10–4-re, majd a 10–6-ra vezető Allister Carter ellen sorozatban 6 frémet nyert (ezzel ő vezetett 11–10-re), de végül kikapott 13–11-re.
Perry döntős volt az 1. versenyen-n (4–0 Ronnie O’Sullivan ellen), a 12. versenyen-n (4–2 Stephen Maguire ellen) a 2011–2012-es Players Tour Championship alatt. Ezek az eredmények segítettek neki selejteznie a nagydöntőbe 11. legjobbként. A 2011–2012-es snooker szezon alatt itt volt a legjobb menetelése pontszerzőn, mivel legyőzte Fergal O’Brien-t és Graeme Dott-t, mielőtt Neil Robertson-tól 4–1-re kikapott a negyeddöntőkben. AZ egyéb pontszerző versenyeken 3-szor érte el a 2. kört, lezárva egy 13–7-es vereséggel Stephen Maguire ellen a 2012-es snooker-világbajnokság-n. Perry 24. helyen zárta a szezont.
Perry a 2012–2013-as snooker szezon-t egy Wuxi Classic-n lévő 2. körrel kezdte, köszönhetően Matthew Stevens visszalépésének, ahol 5–4-re kikapott Ricky Walden-től. 5–1-re legyőzte Marco Fu a 2012-es Australian Goldfields Open 1. körében, mielőtt elérte a legjobb eredményét a szezonban a 2012-es Shanghai Masters-n. Barry Pinches-t győzte le a selejtezőkben, Matthew Stevens-t 5–2-re az első körben, majd Neil Robertson-t 5–0-ra, hogy elérje a negyeddöntőket. A negyeddöntőkben Perry és Mark Williams között Perry lökött egy 131-t, hogy kiharcolja a döntő frémet, amit elvesztett. Nyert két egyéb mérkőzést is pontszerzőn a szezonban. Az első a 2013-as Welsh Open első köre volt, ahol a világelső Mark Selby-t győzte le 4–0-ra. A következő körben a veterán Alan McManus 4–3-ra győzte le. A másik a 2012-2013-as Players Tour Championship - döntő alatt volt, ahova 20.-ként selejtezte magát a kiemelési lista alapján. Stuart Bingham-t győzte le 4-2-re, mielőtt 4–3-ra Ben Woollaston-tól kapott ki. Perry szezonja befejeződött, amikor a 2013-as snooker-világbajnokság selejtezőinek utolsó körében 10–4-re legyőzte a ranglista 84. helyezettje: Sam Baird. 20.-ként zárta a szezont.

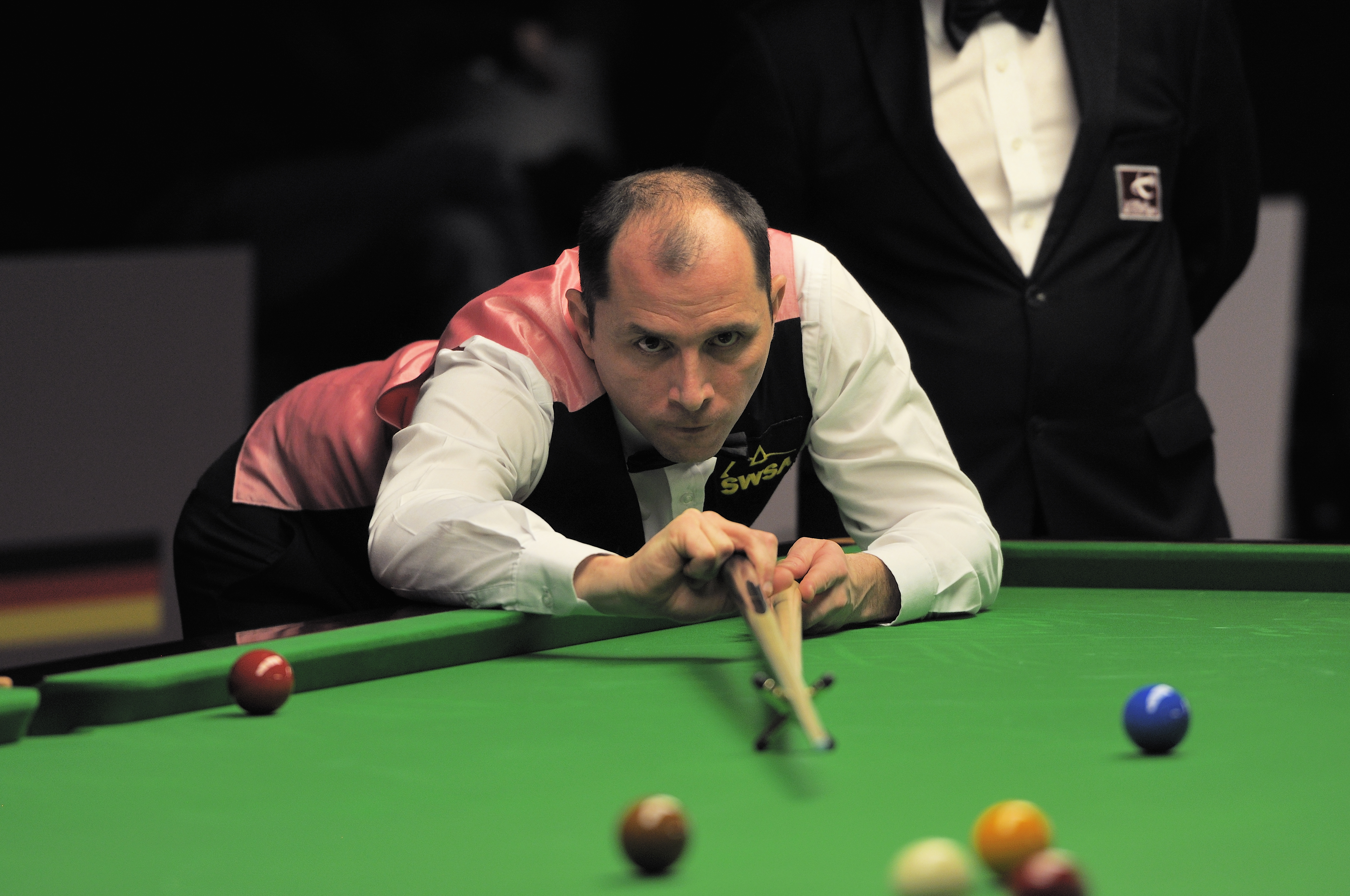
Joe Perry, 2014

2013 júniusában megnyerte első ranglistapontokat érő győzelmét a 22 éves pályafutása alatt, a APTC1 döntőjében, amikor Mark Selby-t győzte le 4–1-re Yixing városában, Kínában.

## Győzelmek

### Kispontszező
- Yixing Open (2013)

### Nem pontszerző
- Championship League (2008)

### Csapat
- WLBSA Világ vegyes-páros bajnokság (Tatjana Vasiljeva-val) (2010, 2011)

## Fordítás
- Ez a szócikk részben vagy egészben  a   Joe Perry (snooker player) című angol nyelvű Wikipédia-szócikk fordításán alapul.  Az eredeti cikk szerkesztőit annak laptörténete sorolja fel. Ez a jelzés csupán a megfogalmazás eredetét és a szerzői jogokat jelzi, nem szolgál a cikkben szereplő információk forrásmegjelöléseként.